# 春 (政治術語)
春，作為一個政治術語，常用於表示一段政治寬鬆時期或政治自由化趨勢。
按時間順序，有以下的事例稱為「XX之春」：
- 1848年革命：1848年席捲整個歐洲的革命浪潮，被稱為「人民之春」。
- 布拉格之春：1968年捷克斯洛伐克進行的一系列自由化民主化改革。
- 克羅地亞之春：1970年代前期克羅地亞向南斯拉夫爭取更大自主權，並進行經濟改革和民主改革的運動。
- 北京之春：1977年至1978年以「西單民主墻運動」為代表的中國民主運動。
- 漢城之春：1979年韓國總統朴正熙遇刺身亡，至1980年5·17緊急戒嚴期間的民主化浪潮。名稱取自韓國首都首爾的舊名「漢城」。
- 仰光之春：1980年代後期，8888民主運動之前緬甸的民主化抗爭。
- 加德滿都之春：尼泊爾「1990年人民運動」和「2006年民主運動」的另一種叫法。
- 德黑蘭之春：對1997年至2005年穆罕默德·哈塔米擔任伊朗總統期間的一種叫法。
- 大馬士革之春：2000年至2001年敘利亞總統哈菲茲·阿薩德逝世後進行的多項革命，形成一段短暫的政治寬鬆期。
- 利雅得之春：2000年代前期沙特阿拉伯進行的改革。
- 雪杉之春：2005年黎巴嫩反對敘利亞軍事佔領的「雪杉革命」的另一種叫法。
- 哈拉雷之春：2009年津巴布韋總統羅伯特·穆加貝與摩根·茨萬吉拉伊達成權力分享之後的一段時期。
- 阿拉伯之春：2010年至2012年席捲整個阿拉伯世界的革命浪潮。